# João Cancelo
João Pedro Cavaco Cancelo (Barreiro, 1994. május 27. –) portugál válogatott labdarúgó, szélsőhátvéd. A szaúdi bajnokságban szereplő el-Hilál játékosa.

## Pályafutása

### Benfica
Cancelo 13-évesen, 2007-ben csatlakozott a klub akadémiájára, előtte öt évig szülővárosában a Barreirense csapatában nevelkedett.
A tartalékcsapatban, 2012. augusztus 11-én játszotta első mérkőzését a portugál másodosztályban, a Braga B elleni 2–2-n.
November 4-én szerezte első gólját hazai környezetben a Sporting B ellen.

#### A felnőttcsapatban
2012. július 28-án mutatkozott be barátságos mérkőzésen, ahol a 90 percet végigjátszotta jobbhátvédként.
Október 18-án nevezték első alkalommal tétmérkőzésen a Freamunde ellen a portugál kupasorozatban.
2014. január 25-én debütált hivatalos mérkőzésen, hazai környezetben a Gil Vicente elleni 1–0 során, csereként állt be André Almeida-t váltva a portugál ligakupa utolsó 8 percében.
A bajnokságban, május 10-én kezdőként lépett pályára a Porto vendégeként, ez volt a klubban az utolsó mérkőzése.

### Valencia
2014. augusztus 20-án 15 millió eurós vásárlási opcióval egyéves kölcsönszerződést kötöttek Canceloval. Három nappal később nevezték első alkalommal a keretbe, a bajnokság nyitófordulójában a Sevilla ellen. Szeptember 25-én debütált a Córdoba elleni hazai 3–0-s bajnokin. December 4-én a Rayo Vallecano vendégeként mutatkozott be a spanyol kupasorozatban, a 2–1-s győztes mérkőzésen. Május 25-én állandó szerződést kötött a csapattal, mely üzlet 15 millió euró ellenében jött létre.
A következő idényben életében először lépett pályára a Bajnokok Ligájában, melyen klub színeiben első gólját, a 3–2-re elveszett találkozó harmadik gólját jegyzete. Október 20-án gólpasszal vette ki részét a KAA Gent ellen, 11 nap múlva a bajnokságban is kiosztott egyet a Levante elleni 3–0-s hazai bajnokin.
Decemberben a spanyol kupában is gólt jegyzett a Barakaldo ellen, majd 19-én asszisztot a bajnokság 16. fordulójában a Getafe ellen.
2016. április 20-án az SD Eibar elleni 4–0-s győztes mérkőzésen, gólt és gólpasszt szerzett.

#### Inter(kölcsönben)
2017. augusztus 22-én opciós joggal kölcsönbe érkezett Milánóba, a 2017/18-as szezon végéig.
Négy nap múlva az AS Roma vendégeként mutatkozott be az 1–3-s bajnokin, az utolsó 7 percre csereként állt be Antonio Candreva helyett. Augusztus végén térdszalag-sérülést szenvedett a nemzeti csapat edzésen, október 15-én a bajnokság 8. fordulójában tért vissza az AC Milan elleni 3–2-re megnyert városi derbin, 20 perccel a találkozó vége előtt.
2018. januárban, februárban, és márciusban is gólpasszal volt eredményes, nevezetesen a SPAL, Benevento, és a Sampdoria ellen. Április 17-én szerezte a klub színeiben első, és későbbi utolsó találatát, szabadrúgásból tekert a kapu bal oldalába a Cagliari Calcio elleni 4–0-s találkozó 3. percében.
Április 28-án a Juventus ellen assziszttal vette ki részét, a találkozó második góljánál.
A csapatban az utolsó mérkőzését, a Serie A zárófordulójában a Lazio ellen játszotta.
A szezon végén bekerült a Serie A év csapatába, a szezonban produkált jó teljesítménye után, a klub úgy döntött, hogy nem véglegesíti a szerződését.

### Juventus
2018. június 27-én jelentette be a torinói klub, hogy öt évre szerződtették a Valencia csapatától, 40,4 millió euróért.
Az első tétmérkőzésén a bajnokság nyitófordulójában a Chievo otthonában lépett pályára, a 3–2-re megnyert találkozón.
A Bajnokok Ligájában, szeptember 19-én korábbi otthonában a Valencia ellen lépett pályára, melyen büntetőt is kiharcolt, amit Miralem Pjanić értékesített.
2019. január 16-án olasz szuperkupa győztes lett, miután legyőzték 1–0-ra az AC Milan csapatát. Január 27-én a Lazio ellen a bajnokság 21. fordulójában szerezte a klub színeiben első találatát idegenben az 1–2-s mérkőzésen.

### Manchester City
2019. augusztus 7-én vásárolták ki a Juventus kötelékéből, és egy hatéves 2025-ig szóló szerződésben állapottak meg.
Az első szezonja a 2019/20-as idényben volt, a bajnokság első két mérkőzésen nem lépett pályára, de nevezve volt a keretbe, augusztus 25-én debütált a Bournemouth vendégeként a találkozó utolsó egy percében, Kyle Walkert váltva.
Szeptember 18-án mutatkozott be a klub színeiben nemzetközi porondon a Bajnokok Ligájában, csereként állt be a 81. percben a Sahtar Doneck elleni 3–0-s győztes mérkőzésen.
Szeptember 24-én lépett pályára első alkalommal kezdőként a csapatban, a Preston elleni 3–0-ra megnyert FA kupa találkozón, az első gólját, december 18-án szerezte az Oxford United elleni 1–3-s idegenbeli győztes EFL-kupa mérkőzésen, az első gólt a 22. percben jegyezte.
2021. január 3-án lépett pályára a City színeiben 50. mérkőzésén a 2020/21-es bajnokság 17. fordulójában a Chelsea ellen, szeptember 18-án a 2021/22-es idényben lépett pályára 50. Premier League mérkőzésén a Southampton elleni gólnélküli mérkőzésen.
December 19-én a klub színeiben 100. mérkőzésén gólt és gólpasszt jegyzett a 2021/22-es bajnokság 18. fordulójában a Newcastle United vendégeként.
2022. december 28-án lépett pályára 150 alkalommal a Manchester City játékosaként, a Leeds United ellen.

#### Bayern München(kölcsönben)
2023. január 31-én kölcsönbe érkezett a bajor együtteshez, aki a szezon végéig marad Münchenben.

Február 1-jén debütált a Mainz otthonában, egy 4–0-s győztes mérkőzésen a német kupa nyolcaddöntőjében, az első találatnál egy remek íveléssel megszerezte első asszisztját, amit Eric Maxim Choupo-Moting értékesített a nyolcaddöntő 17. percében.
Négy nap múlva lépett pályára első Bundesliga mérkőzésén a VfL Wolfsburg vendégeként, a 14. percben asszisztot jegyzett a második találatnál, amit Kingsley Coman váltott gólra.
Február 14-én nemzetközi színpadon is bemutatkozott a klub színeiben, a Paris Saint-Germain elleni 1–0-ra megnyert Bajnokok Ligája nyolcaddöntő – első találkozóján, a 2–0-s hazai visszavágó utolsó találatánál gólpasszal vette ki részét, amit a 89. percben Serge Gnabry értékesített.
Március 11-én szerezte első gólját az ötödik bajnoki, és klub színében nyolcadik mérkőzésén az Augsburg ellen, az 5–3-során a nyitógólnál volt eredményes, majd a 74. percben Alphonso Daviesnek adott asszisztot.

#### Barcelona(kölcsön)
2023. szeptember 1-jén a Manchester City-vel megállapodtak, hogy a 2023–2024-es idényre kölcsönbe érkezik a katalán csapathoz. A szerződés nem tartalmaz opciós jogot.
Két nap múlva mutatkozott be csereként az Osasuna elleni 2–1-es győztes bajnokin. A második mérkőzésén szerezte meg első gólját, amellyel beállította az 5–0-ás végeredményt a Real Betis ellen. Szeptember 19-én lépett pályára BL-mérkőzésen, és 76 percet játszott a belga Antwerpen elleni  5–0-ás győztes találkozón. A hétvégi Celta Vigo elleni 3–2-es bajnokin a hajrában gólpasszt és gólt szerzett, amellyel beállította a végeredményt.

### El-Hilál
2024. augusztus 27-én aláírt a szaúdi el-Hilál csapatához.

## A válogatottban

### Portugália
Cancelo tagja volt az U16–U21-es korosztályos csapatoknak. Szerepelt a 2012-es és a 2013-as U19-es Európa-bajnokságokon.
Az U20-sszal pályára lépett a 2013-as U20-as világbajnokságon, az U21-gyel pedig kétszer a 2015 és a 2017-es U21-es Európa-bajnokságon.
2016. augusztus 28-án Fernando Santos hívta be első alkalommal a Gibraltár és a Svájc elleni barátságos, és VB-selejtező mérkőzésekre.
Szeptember 1-jén a Gibraltár elleni 5–0-s győztes mérkőzésen kezdőként mutatkozott be, majd a 73. percben megszerezte első gólját a csapatban.
A következő két vb-selejtező mérkőzésén, előbb október 7-én Andorra ellen megszerezte második gólját, három nap múlva, gólt, és gólpasszt jegyzett idegenben a Feröer elleni 6–0-ra megnyert mérkőzésen.
A következő, azaz negyedik gólját, 2020. szeptember 5-én szerezte Horvátország ellen, a 4–1-során a nyitógólt szerezte a 41. percben.
Kevesebb mint egy évvel később, ötödik találatát az Izrael elleni 4–0-s barátságos találkozón szerezte, melyen az első gólnál assziszttal, majd a találatát a harmadik gólnál jegyezte.
2022 júniusában szerezte a további: hatodik, hetedik gólját; Svájc, és Csehország ellen.
2022. november 10-én bekerült a 26-fős keretbe a 2022-es katari világbajnokságra.
November 24-én az első VB mérkőzésén a Ghána elleni 3–2-s győzelmen lépett pályára, a másik két csoportmérkőzésen; Uruguay és Dél-Korea ellen is a 90 percet végigjátszotta.
December 10-én a negyeddöntőben csereként állt be Raphaël Guerreiro váltva, a Marokkó elleni 1–0-ra elvesztett mérkőzésen. 2024. május 21-én Roberto Martínez szövetségi kapitány kihirdette 26 fős Európa-bajnoki keretét, amelyben ő is szerepelt.

## Magánélete
2013 januárjában Cancelo édesanyja, Filomena életét vesztette egy autóbalesetben az A2-es autópályán Seixalban, Cancelo és testvére aludtak, és kisebb sérüléseket szenvedtek. A szörnyű hír után Cancelonak megfordult a fejében, hogy felhagy a labdarúgással.

## Statisztika

### Klub
2023. november 29-i állapot szerint.
| Klub                     | Szezon           | Bajnokság        | Bajnokság | Bajnokság | Kupa  | Kupa  | Ligakupa | Ligakupa | Nemzetközi | Nemzetközi | Egyéb | Egyéb | Összes | Összes |
| Klub                     | Szezon           | Liga             | Mérk.     | Gólok     | Mérk. | Gólok | Mérk.    | Gólok    | Mérk.      | Gólok      | Mérk. | Gólok | Mérk.  | Gólok  |
| ------------------------ | ---------------- | ---------------- | --------- | --------- | ----- | ----- | -------- | -------- | ---------- | ---------- | ----- | ----- | ------ | ------ |
| Benfica B                | 2012/13          | Segunda Liga     | 20        | 2         | —     | —     | —        | —        | —          | —          | —     | —     | 20     | 2      |
| Benfica B                | 2013/14          | Segunda Liga     | 31        | 1         | —     | —     | —        | —        | —          | —          | —     | —     | 31     | 1      |
| Benfica B                | Összesen         | Összesen         | 51        | 3         | —     | —     | —        | —        | —          | —          | —     | —     | 51     | 3      |
| Benfica                  | 2012/13          | Primeira Liga    | 0         | 0         | 0     | 0     | 0        | 0        | 0          | 0          | —     | —     | 0      | 0      |
| Benfica                  | 2013/14          | Primeira Liga    | 1         | 0         | 0     | 0     | 1        | 0        | 0          | 0          | —     | —     | 2      | 0      |
| Benfica                  | Összesen         | Összesen         | 1         | 0         | 0     | 0     | 1        | 0        | 0          | 0          | —     | —     | 2      | 0      |
| Valencia (kölcsön)       | 2014/15          | La Liga          | 10        | 0         | 3     | 0     | —        | —        | —          | —          | —     | —     | 13     | 0      |
| Valencia                 | 2015/16          | La Liga          | 28        | 1         | 4     | 1     | —        | —        | 7          | 1          | —     | —     | 39     | 3      |
| Valencia                 | 2016/17          | La Liga          | 35        | 1         | 3     | 0     | —        | —        | —          | —          | —     | —     | 38     | 1      |
| Valencia                 | 2017/18          | La Liga          | 1         | 0         | —     | —     | —        | —        | —          | —          | —     | —     | 1      | 0      |
| Valencia                 | Összesen         | Összesen         | 74        | 2         | 10    | 1     | —        | —        | 7          | 1          | —     | —     | 91     | 4      |
| Inter Milan (kölcsön)    | 2017/18          | Serie A          | 26        | 1         | 2     | 0     | —        | —        | —          | —          | —     | —     | 28     | 1      |
| Inter Milan (kölcsön)    | Összesen         | Összesen         | 26        | 1         | 2     | 0     | —        | —        | —          | —          | —     | —     | 28     | 1      |
| Juventus                 | 2018/19          | Serie A          | 25        | 1         | 1     | 0     | —        | —        | 7          | 0          | 1     | 0     | 34     | 1      |
| Juventus                 | Összesen         | Összesen         | 25        | 1         | 1     | 0     | —        | —        | 7          | 0          | 1     | 0     | 34     | 1      |
| Manchester City          | 2019/20          | Premier League   | 17        | 0         | 4     | 0     | 4        | 1        | 8          | 0          | 0     | 0     | 33     | 1      |
| Manchester City          | 2020/21          | Premier League   | 28        | 2         | 3     | 0     | 3        | 0        | 9          | 1          | —     | —     | 43     | 3      |
| Manchester City          | 2021/22          | Premier League   | 36        | 1         | 5     | 0     | 1        | 0        | 9          | 2          | 1     | 0     | 52     | 3      |
| Manchester City          | 2022/23          | Premier League   | 17        | 2         | 1     | 0     | 1        | 0        | 6          | 0          | 1     | 0     | 26     | 2      |
| Manchester City          | Összesen         | Összesen         | 98        | 5         | 13    | 0     | 9        | 1        | 32         | 3          | 2     | 0     | 154    | 9      |
| Bayern München (kölcsön) | 2022/23          | Bundesliga       | 15        | 1         | 2     | 0     | —        | —        | 4          | 0          | —     | —     | 21     | 1      |
| Bayern München (kölcsön) | Összesen         | Összesen         | 15        | 1         | 2     | 0     | —        | —        | 4          | 0          | —     | —     | 21     | 1      |
| Barcelona (kölcsön)      | 2023/24          | La Liga          | 11        | 2         | 0     | 0     | —        | —        | 5          | 1          | 0     | 0     | 16     | 3      |
| Barcelona (kölcsön)      | Összesen         | Összesen         | 11        | 2         | 0     | 0     | —        | —        | 5          | 1          | 0     | 0     | 16     | 3      |
| KARRIER ÖSSZESEN         | KARRIER ÖSSZESEN | KARRIER ÖSSZESEN | 301       | 15        | 28    | 1     | 10       | 1        | 55         | 5          | 3     | 0     | 397    | 22     |

Jegyzetek
1. ↑  Tartalmazza a Copa del Rey-t, a Coppa Italia-t, a FA Cupát, és a DFB-Pokal-t
2. ↑  Tartalmazza a Taça da Liga-t, és az EFL Cupát
3. ↑  Mérkőzése(i) a Bajnokok Ligájában: hat mérkőzés; egy gól, és az Európa Ligában: egy mérkőzés
4. 1 2 3 4 5 6 7  Mérkőzése(i) a Bajnokok Ligájában
5. ↑  Mérkőzése(i) a Supercoppa Italiana-ban
6. 1 2  Mérkőzése(i) a FA Community Shield-ben

### Válogatott
2023. szeptember 11-i állapot szerint.
| Portugália | Portugália | Portugália |
| Év         | Mérk.      | Gólok      |
| ---------- | ---------- | ---------- |
| 2016       | 4          | 3          |
| 2017       | 2          | 0          |
| 2018       | 6          | 0          |
| 2019       | 4          | 0          |
| 2020       | 7          | 1          |
| 2021       | 8          | 1          |
| 2022       | 10         | 2          |
| 2023       | 5          | 1          |
| Összesen   | 46         | 8          |

### Válogatott góljai
| #  | Dátum               | Helyszín                              | Ellenfél     | Gólja | Végeredmény | Kiírás                   |
| -- | ------------------- | ------------------------------------- | ------------ | ----- | ----------- | ------------------------ |
| 1. | 2016. szeptember 1. | Estádio do Bessa, Porto, Portugália   | Gibraltár    | 3–0   | 5–0         | Barátságos               |
| 2. | 2016. október 7.    | Estádio Municipal, Aveiro, Portugália | Andorra      | 3–0   | 6–0         | Világbajnokság-selejtező |
| 3. | 2016. október 10.   | Tórsvøllur Stadion, Tórshavn, Feröer  | Feröer       | 6–0   | 6–0         | Világbajnokság-selejtező |
| 4. | 2020. szeptember 5. | Estádio do Dragão, Porto, Portugália  | Horvátország | 1–0   | 4–1         | UEFA Nemzetek Ligája     |

## Sikerei, díjai
Benfica
- Primeira Liga: 2013–14[49]

Juventus
- Serie A: 2018–19[50][51]
- Supercoppa Italiana: 2018[52]

Manchester City
- Premier League: 2020–21, 2021–22[53]
- EFL Cup: 2019–20, 2020–21[54]
- Bajnokok Ligája második helyezett: 2020–21[55]

Bayern München
- Bundesliga: 2022/23

Portugal U21
- U21-es Európa-bajnokság második helyezett: 2015[56]

Portugal
- UEFA Nemzetek Ligája: 2018–19[57]

Egyéni
- Az év Serie A csapata: 2017–18,[58] 2018–19[59]
- Az év PFA Premier League csapata: 2020–21,[60] 2021–22[61]
- Az év ESM csapta: 2020–21,[62] 2021–22[63]
- Bajnokok Ligája Fantasy Football Team of the Season: 2021–22[64]